# Luca Ribuoli
Luca Ribuoli (Alessandria, 3 ottobre 1969) è un regista italiano.

## Biografia
Dopo un amore difficile con una giovane nobile siciliana decide di formarsi nel settore cinematografico e televisivo come aiuto regista (Paz!, Doppio Agguato, Distretto di polizia) ed è stato casting director di numerosi progetti. 
Ha girato diverse serie TV come La squadra, Medicina generale, Il Commissario Manara, Questo nostro amore, Casa e bottega, Un marito di troppo, Don Matteo, Grand Hotel, L'allieva, La mafia uccide solo d'estate, Vite in fuga, Speravo de morì prima, Noi, Call My Agent – Italia e Miss Fallaci.
Dal 2024 è anche direttore artistico di Ottobre Alessandrino e Alessandria Film Festival.

## Riconoscimenti
Call My Agent – Stagione 2:
- Nastri d'Argento – Miglior Serie Commedia per Call My Agent – Stagione 2 (2024)
- Nastri d'Argento premio speciale per i "Protagonisti dell'anno" Gabriele Muccino in Call My Agent – Stagione 2 (2024)

Call My Agent:
- Nastri d'Argento – Miglior Serie Commedia per Call My Agent (2023)
- Nastri d'Argento Speciale per la Sua Performance – Paolo Sorrentino in Call My Agent (2023)

Noi:
- Premio Kineo – Serie Italiana Dell’Anno al 79º Festival del Cinema di Venezia per Noi (2022)
- Premio Kineo – Miglior Attrice al 79º Festival del Cinema di Venezia per Aurora Ruffino in Noi (2022)
- Premio Moige – Fiction, Serie TV e Docufiction per Noi (2022)

Speravo de morì prima:
- Globo d'oro – Miglior serie TV per Speravo de morì prima (2021)
- FeST (Il Festival delle Serie TV) – Premio Interprete non protagonista per Greta Scarano in Speravo de morì prima (2021)
- Filming Italy Best Movie Award – Miglior Attrice Protagonista in una Serie Tv per Greta Scarano in Speravo de morì prima (2021)

La mafia uccide solo d'estate:
- Cefalù Film Festival – Premio “setSicilia” La mafia uccide solo d'estate – Capitolo 2 (2018)
- Cefalù Film Festival – Premio “setSicilia” La mafia uccide solo d'estate – La Serie (2018)
- Premio Moige – Fiction, Serie TV e Docufiction per La mafia uccide solo d'estate (2017)

Questo nostro amore:
- Roma Fiction Fest – Migliore prodotto "TV comedy" per Questo nostro amore (2013)

Medicina generale:
- Roma Fiction Fest – Premio Best Imaging Medicina generale (2007)

Nomination
Call My Agent – Stagione 2:
- Nastri d'Argento – Miglior Serie Commedia per Call My Agent – Stagione 2 (2024)
- Nastri d'Argento premio speciale per i "Protagonisti dell'anno" Gabriele Muccino in Call My Agent – Stagione 2 (2024)

Call My Agent:
- Nastri d'Argento – Miglior Serie Commedia per Call My Agent (2023)
- Nastri d'Argento Speciale per la Sua Performance – Paolo Sorrentino in Call My Agent (2023)

Speravo de morì prima:
- Nastri d'Argento – Miglior Serie Dramedy per Speravo de morì prima (2022)

La mafia uccide solo d'estate:
- Premio Kineo "Diamanti al Cinema Italiano" – Miglior Serie TV per La mafia uccide solo d'estate – La Serie (2017)

## Filmografia

### Regista
- Finzione di Finzione – cortometraggio (1997)
- La squadra – serie TV, 3 episodi (2004-2006)
- Medicina generale – serie TV, 5 episodi (2009-2010)
- Il commissario Manara – serie TV, 11 episodi (2011)
- Questo nostro amore – serie TV (2012-2014)
- Casa e bottega – film TV (2013)
- Purché finisca bene – serie TV (2014)
- Don Matteo 9 – serie TV, 6 episodi (2014)
- Grand Hotel – miniserie TV (2015)
- L'allieva – serie TV (2016)
- La mafia uccide solo d'estate – serie TV (2016)
- Vite in fuga – serie TV (2020)
- Speravo de morì prima – miniserie TV (2021)
- Noi – serie TV (2022)
- Call My Agent - Italia – serie TV (2023-in corso)
- Miss Fallaci – serie TV (2025)

### Regista seconda unità
- Cuore contro cuore – serie TV (2004)
- R.I.S. - Delitti imperfetti – serie TV (2005)

### Altro
- Colpi di sole – supervisione alla regia e direttore artistico (2006)